# Thunder Alley
Thunder Alley é um filme de drama romântico produzido nos Estados Unidos, dirigido por Richard Rush e lançado em 1967.